# Brodats (còmic)
Brodats (en Francès: Broderies) és un còmic en blanc i negre de Marjane Satrapi. Editat originàriament a l'estat francés al 2003 per L'Association, i a l'estat espanyol el 2004 per Norma Editorial.

## Sinopsi
Brodats és una obra de tall intimista en què l'autora ens introdueix en el món privat de les dones iranianes. L'argument gira al voltant d'una conversa entre la mare, l'àvia, ties i cosines de la família de Marjane Satrapi durant l'hora del te, en què segons la tradició, mentre els homes dormen la migdiada, les dones xerren entre si per "airejar-se" el cor. El tema de conversa durant aquesta vetllada femenina són anècdotes i experiències vitals que han marcat tant les protagonistes com les seues afins.